# Lincoln Heights, Ohio
Lincoln Heights là một làng thuộc quận Hamilton, tiểu bang Ohio, Hoa Kỳ. Năm 2010, dân số của làng này là 3286 người.

## Lịch sử
Lincoln Heights thành lập vào thập niên 1920 bởi các nhà phát triển bất động sản, như một vùng ngoại ô dành cho những chủ nhà người da đen làm việc trong các khu  công nghiệp gần đó. Ban đầu nó là một khu vực chưa hợp nhất không có đồn cảnh sát, đội cứu hỏa, đèn đường hay bất kỳ con đường trải nhựa nào. Vào thời điểm đó, chỉ một số ngôi nhà có điện. Nhiều gia đình da đen đã mua nhà trong cộng đồng vì luật phân vùng và vạch chia ranh giới ngăn họ mua tài sản ở các cộng đồng khác.

### Nỗ lực hợp nhất
Nỗ lực thành lập công ty đầu tiên diễn ra vào năm 1939; động cơ là để cư dân có thể thiết lập các dịch vụ trong thành phố của riêng họ. Cư dân Lockland phản đối đề xuất hợp nhất Lincoln Heights vì họ sợ khu thương mại của Lincoln Heights có thể cạnh tranh với khu thương mại của mình, vì vậy họ đã đệ đơn phản đối vài phút trước thời hạn nộp hồ sơ. Đây là khởi đầu của một loạt sự chậm trễ.
Kitty Morgan của Tạp chí Cincinnati đã viết rằng Quận Hamilton và chính quyền bang "không có thiện cảm" với nỗ lực hợp nhất. Người quản lý của Wright Aeronautical Plant, nằm trên khu đất mà cư dân Lincoln Heights muốn kết hợp, cũng đã đệ đơn phản đối vì ông không muốn nhà máy nằm trong khu đô thị đa số là người da đen. Các cộng đồng của Woodlawn, và sau đó là Evendale được hợp nhất mặc dù đơn đăng ký của Lincoln Heights liên tục bị trì hoãn. Họ lần lượt chiếm các phần phía tây và phía đông lãnh thổ được cho là ở Lincoln Heights, phần sau có nhà máy hàng không (nay là nhà máy GE Aviation Evendale). Những người cố gắng thành lập Lincoln Heights đã thất bại trong việc thách thức công ty Evendale trước tòa.
Các cử tri đã chấp thuận sát sao việc sát nhập Lincoln Heights trong một cuộc bầu cử đặc biệt vào ngày 18 tháng 6 năm 1941. Vào thời điểm đó, người Mỹ gốc Phi chiếm 98% cư dân của cộng đồng. Năm 1946, Hạt Hamilton cho phép Lincoln Heights kết hợp với 10% diện tích của đề xuất ban đầu. Nó không có cơ sở thuế công nghiệp vì không có nhà máy hoặc nhà máy lớn trong giới hạn thành phố. Henry Louis Taylor là một giáo sư quy hoạch vùng và đô thị của Đại học Buffalo, ông là người đã viết luận văn về Lincoln Heights, tuyên bố rằng điều này khiến Lincoln Heights dễ gặp phải các vấn đề kinh tế trong tương lai.

### Lịch sử tiếp theo
Morgan viết rằng "halcyon days" của Lincoln Heights là giai đoạn sau Chiến tranh thế giới thứ hai cho đến những năm 1960. Vào thời điểm thành lập, đây là đô thị da đen duy nhất ở phía bắc của ranh giới Mason-Dixon, khiến Thống đốc New York là Thomas E. Dewey đã thiết lập một chuyến tham quan đến Lincoln Heights, mời cư dân thành phố New York tham gia. Vào giữa thế kỷ 20, nhiều cư dân Lincoln Heights đã làm việc tại Nhà máy Hàng không Wright và một nhà máy hóa chất gần đó.
Vào thập niên1970, Lincoln Heights có 6.099 cư dân. Trong thập niên 1970 và 1980, nhiều nhà máy bắt đầu đóng cửa và cơ sở thuế của thành phố giảm, gây khó khăn cho việc thiết lập các chương trình cộng đồng. Cư dân trở nên khó tìm việc làm và nhiều cư dân đã theo học các trường đại học ở xa và không bao giờ quay trở lại thành phố. Đến năm 1990, số lượng cư dân ở Lincoln Heights đã giảm xuống còn 4.805. Con số này tiếp tục giảm xuống còn 4.113 người vào năm 2000. Năm 2000 Tạp chí Cincinnati đã xếp hạng Lincoln Heights ở vị trí cuối cùng, #84, trong "Những nơi tốt nhất để sống", một bảng xếp hạng các cộng đồng trong khu vực Cincinnati.
Tính đến năm 2001, cộng đồng vẫn có nhiều cư dân lâu năm; nhiều người ở lại thành phố đã không thể rời khỏi Lincoln Heights. Năm đó, giám đốc phát triển kinh tế của Lincoln Heights là Claude Audley, nói rằng ông đã nhận được điện thoại từ những người bày tỏ mong muốn quay trở lại Lincoln Heights.
Từ năm 2007 đến 2013, giá trị của những ngôi nhà ở Lincoln Heights đã giảm 76,4%. Trong cùng thời gian, giá trị nhà ở tại Indian Hill lân cận lại tăng 27,7%.
Vào năm 2013, dân số đã giảm xuống còn 3.367. Do đó, từ năm 1970 đến 2013, dân số đã giảm 45%. Dân số ở Blue Ash gần đó đã tăng 46% trong khung thời gian đó.

## Chính phủ và cơ sở hạ tầng
Ngôi làng duy trì đội cứu hỏa riêng. Kể từ năm 2015, Văn phòng Cảnh sát trưởng Ohio, Hạt Hamilton, cung cấp dịch vụ cảnh sát, tuần tra Lincoln Heights với tám sĩ quan. Ngôi làng trả 773.000 đô la hàng năm cho bảo hiểm này.
Trước đây, ngôi làng có sở cảnh sát riêng. Tính đến năm 2014, sở có tám sĩ quan cảnh sát chuyên trách, bảy sĩ quan bán thời gian và bốn sĩ quan phụ trợ, hoặc những công dân làm việc một ngày mỗi tuần để hỗ trợ các sĩ quan cảnh sát. Năm đó, ngân sách hàng năm của sở cảnh sát là $864,000.

## Tội phạm
Hoạt động phân phối ma túy bất hợp pháp xảy ra ở Lincoln heights vào thập niên 2000, và 2010. Vào năm 2014, Cảnh sát trưởng Lincoln Heights là Conroy Chance tuyên bố các loại thuốc bất hợp pháp phổ biến nhất là crack cocaine và cần sa trước năm 2012, nhưng các loại thuốc ưa thích đã chuyển sang heroin vào năm đó.
Vào năm 2010, Quan Truong và Jennifer Baker của The Cincinnati Enquirer tuyên bố Lincoln Heights có tiền sử phạm tội bạo lực, điều mà Lincoln Heights cảm thấy như "bệnh dịch".
Vào khoảng thập niên 2010, Lincoln Heights thường xảy ra khoảng một hoặc hai vụ xả súng mỗi năm.
Vào năm 1993 và 2001, đã xảy ra các vụ xe cảnh sát Lincoln Heights bị phóng hỏa. Một người đàn ông đã xông vào đồn cảnh sát Lincoln Heights để phóng hỏa vào năm 1998, gây thiệt hại khoảng 100.000 USD. Những người này đã bắn vỡ cửa sổ của hội trường làng và bắn vào xe cảnh sát trong cùng một buổi tối.
Vào tháng 6 năm 2001, chính quyền buộc tội Stan Fitzpatrick, 33 tuổi, đã sát hại nhà hoạt động cộng đồng Elton "Arybie" Rose sau khi giết bạn gái của Fitzpatrick và con gái của bạn gái.
Vào mùa hè năm 2010, một người đàn ông đã bắn đạn vào cảnh sát Sharonville, lúc đó đang đuổi theo hai nghi phạm ở Lincoln Heights. Vào tháng 9 năm 2010, những người đàn ông với vũ khí bán tự động đã bắn vào một chiếc xe cảnh sát Woodlawn.
Năm 2012 có bốn vụ xả súng, trong đó có một vụ giết người và năm 2013 có chín vụ vụ xả súng, với bốn trong số đó là vụ giết người. 
Vào tháng 5 năm 2014, một lực lượng đặc nhiệm chung bao gồm Cục Điều tra Hình sự Ohio, Sở cảnh sát quận, Sở Cảnh sát Cincinnati và Sở Cảnh sát Woodlawn được thành lập để giảm thiểu bạo lực bắt nguồn từ các vấn đề về ma túy bất hợp pháp.
Vào năm 2014, Chance tuyên bố rằng do tính chất của tội phạm ở Lincoln Heights, "chúng tôi khống chê theo cách mà chính quyền thành phố lớn quản lý." Kể từ đó, sở cảnh sát Lincoln Heights đã bị giải tán.